# Delectopecten vancouverensis
Delectopecten vancouverensis är en musselart som först beskrevs av Whiteaves 1893.  Delectopecten vancouverensis ingår i släktet Delectopecten och familjen kammusslor. Inga underarter finns listade i Catalogue of Life.